# Museu do Negro
Museu do Negro é um museu no Rio de Janeiro, dedicado à história dos negros no Brasil, especialmente nos aspectos ligados à religião.

## Histórico
O museu ocupa a  parte do segundo andar da Igreja de Nossa Senhora do Rosário e São Benedito dos Homens Pretos, na Rua Uruguaiana, Centro do Rio de Janeiro. Construída no século XVIII, tornou-se um pólo de devoção e um local de refúgio para escravos que fugiam das senzalas e levavam consigo os instrumentos de tortura e maus tratos a que eram submetidos.
Estes objetos, além de documentos diversos relacionados à escravidão no Brasil, foram reunidos pela Irmandade de Nossa Senhora do Rosário e São Benedito dos Homens Pretos. Em 1967, após o incêndio que desfigurou a igreja e destruiu parte do acervo, a irmandade decidiu criar o Museu do Negro, oficialmente fundado em 1969.
Hoje o museu conta também com quadros e outros objetos doados por donos de antigas fazendas, inclusive um manuscrito de 1572 de Luís de Camões.. Também apresenta esculturas, fotografias, roupas litúrgicas da irmandade e objetos de culto do candomblé. Foi no museu que nasceu a devoção à Escrava Anastácia, baseada num quadro que integra o seu acervo